# USS Mobile (CL-63)
Pour les autres navires du même nom, voir USS Mobile.
L'USS Mobile (CL-63) est un croiseur léger de classe Cleveland entré en service dans l'United States Navy durant la Seconde Guerre mondiale.
Commandé le 3 juillet 1940, sa quille est posé le 14 avril 1941 au chantier naval de la Newport News Shipbuilding de la ville du même nom, en Virginie. Il est le quatrième navire de la marine américaine à porter le nom d'une grande ville de l'État de l'Alabama. Il est lancé le 15 mai 1942 et mis en service le 24 mars 1943 sous le commandement du captain Charles Julian Wheeler.

## Historique
Après des exercices dans la baie de Chesapeake, le croiseur quitte la côte est pour le Pacifique, arrivant à Pearl Harbor le 23 juillet 1943 pour un mois d'entrainement aux spécificités du Pacifique. Le 22 août, il appareille au sein de la Task Force 15 pour couvrir les porte-avions engagés dans un raid contre l'île Marcus. Après deux autres raids de porte-avions, il participe aux frappes préliminaires sur Tarawa avant de soutenir la reconquête de Bougainville. Il réopère de nouveau au large de Tarawa pour le débarquement sur « Bloody Tarawa », le premier grand débarquement américain. 

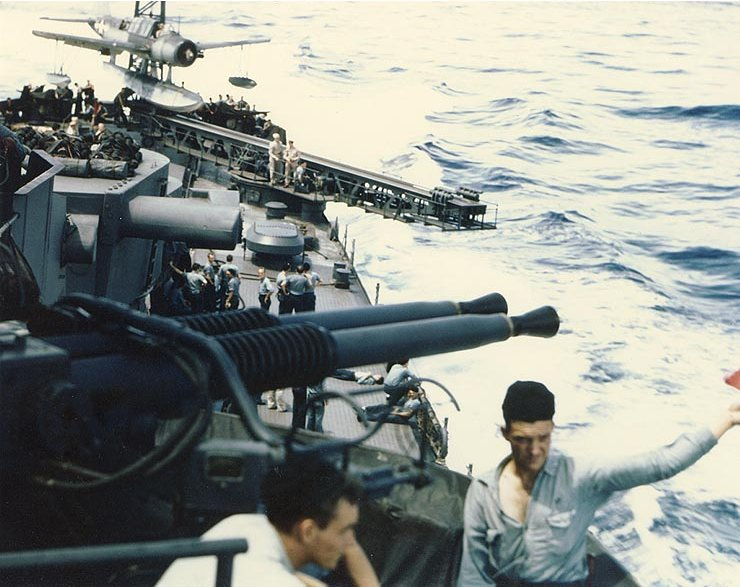
Un Kingfisher OS2U de l'USS Mobile prêt à décoller pour le raid sur Minamitori-shima en octobre 1943. Notez les canons doubles de 40 mm au premier plan.

Il est ensuite affecté à la Task Force 50, la force des porte-avions rapides de la flotte du Pacifique. Le Mobile couvrit ainsi les raids contre Kwajalein et Wotje. Il regagna ensuite la côte ouest et San Diego pour prendre en charge les navires amphibies qui allaient être engagés dans l'invasion des Marshall, le débarquement de Kwajalein ayant lieu le 30 janvier, le croiseur faisant feu avec ses canons de 152 mm pour appuyer les troupes débarquées et ce jusqu'au 6 février avant une période de repos et d'entretien à Majuro. Les 16 et 17 février, il couvre les porte-avions attaquant Truk avant de couvrir les raids de porte-avions menés contre les Mariannes et notamment Saipan, Tinian et Guam. Le 20 mars, il était présent au large d'Emirau pour couvrir le débarquement sur cette île de l'archipel Bismarck. Du 29 mars au 3 avril 1944, il appuie les porte-avions engagés dans des raids contre les Palaos, Yap et Woleai, retournant à Majuro le 5 avril avant de soutenir les débarquements menés par des unités de l'armée en Nouvelle Guinée.
Après une période de repos à Majuro du 1er mai au 6 juin, le croiseur reprend la mer pour participer aux débarquements dans les Mariannes en couvrant les porte-avions attaquant Saipan, Tinian, Guam et Rota mais également les Volcano et les Bonin. Il assista à la bataille de la mer des Philippines (19-20 juin) en couvrant les porte-avions, ces hydravions Kingfishers assurant le sauvetage des pilotes abattus et des patrouilles anti-sous-marines. Après une escale de ravitaillement à Eniwetok du 24 au 30 juin, le croiseur appareille pour couvrir les raids des porte-avions contre les Bonin et les Volcano (4 juillet) avant de participer aux phases suivantes de l'invasion et de l'occupation des Mariannes, notamment les débarquements sur Guam et Rota. Il couvrit les raids de porte-avions jusqu'au début du mois d'août contre Yap, Ulithi, Fais, Iwo, Chichi-jima, Ani et Haha-jima.
Le 4 août 1944, le Mobile est détaché avec les autres croiseurs de la 13e divisions (dont les croiseurs légers Santa Fe, Biloxi et Oakland) et des destroyers pour mener un raid offensif dans la région de Chichi-jima, participant à la destruction d'un destroyer et d'un cargo, avant de pilonner Chichi-jima le 5 août et de rentrer à Eniwetok.
Il participe à l'automne à la reconquête des Philippines, couvrant les porte-avions mais également les opérations de déminage, l'action des troupes UDT et surtout les bombardements préliminaires et l'appui des forces débarquées. Il couvre également les raids de porte-avions menés contre Formose et les Pescadores. À la fin du mois d'octobre, il participe à la bataille du Cap Engano le 25 octobre, les américains tentant de rattraper la Flotte Mobile de l'amiral Ozawa, achevant des navires japonais endommagés.
Le 26 décembre, il quitte Ulithi pour la côte ouest, arrivant à Terminal Island le 11 janvier 1945 pour deux mois de réparations, regagnant Ulithi le 29 mars 1945. Il gagne alors Okinawa qu'il atteint le 3 avril, soit deux jours après le déclenchement de l'opération Iceberg. Il assure la protection des navires amphibies et l'appui-feu des troupes au sol. À la fin du mois de mai, il regagne les Philippines où il sert de navire d'entrainement jusqu'à la fin du conflit.
Le 20 août 1945, il quitte la baie de San Pedro pour appuyer le débarquement des troupes d'occupation tout en s'occupant de l'évacuation des prisonniers de guerre Alliés libérés. Il participe ensuite à l'opération Magic Carpet.
Désarmé et mis en réserve à Bremerton le 9 mai 1947, le Mobile est rayé des registres le 1er mars 1959, vendu pour démolition le 16 décembre 1959 et remorqué à son chantier de démolition le 19 janvier 1960.

## Décorations
Le Mobile a reçu onze Battle stars pour son service pendant la Seconde Guerre mondiale.